# 曲波 (サッカー選手)
曲 波（きょく は、チュー・ボー、Qu Bo、1981年7月15日 - ）は、中華人民共和国出身で同国代表の元サッカー選手。現役時代のポジションはFW。100m11秒台のスピードを生かした突破が武器である。

## 来歴
2001年にアルゼンチンで行われたFIFAワールドユース選手権の決勝T1回戦では、ハビエル・サビオラ、アンドレス・ダレッサンドロ、ニコラス・ブルディッソらを擁するアルゼンチン代表と対戦。この試合で同点弾を決めてアルゼンチンを追い詰めるも、1-2で敗れた。
その翌年、FIFAワールドカップにも出場を果たす。この大会での活躍によりプレミアリーグのトッテナム・ホットスパーFCが獲得を目指したが、労働ビザが下りず移籍が破談となった。半年後の2003年1月、当時小野伸二が所属していたフェイエノールトの入団テストに参加するが、入団は認められなかった。さらにその9ヶ月後の2003年10月ブラックバーン・ローヴァーズFCの入団テストに参加するが、またしても入団は認められなかった。その後は怪我や甲状腺機能亢進症により、アジアカップやアテネ五輪サッカーアジア予選などに参加できなかった。
2010年2月22日、450万人民元の移籍金で陝西宝栄(現：貴州人和)に移籍を果たす。
2014年6月3日、青島海牛足球倶楽部に移籍。
2016年1月5日、天津泰達足球倶楽部に移籍。2017年3月2日に現役引退を発表した。

## 代表歴

### 出場大会など
- U-20中国代表
  - 2000年 - AFCユース選手権
  - 2001年 - FIFAワールドユース選手権
- 中国代表
  - 2002年 - FIFAワールドカップ
  - 2008年 - 東アジアサッカー選手権2008
  - 2010年 - 東アジアサッカー選手権2010
  - 2011年 - AFCアジアカップ2011

### 試合数
- 国際Aマッチ 78試合 18得点（2001年-2013年）[9]

| 中国代表 | 国際Aマッチ | 国際Aマッチ |
| 年       | 出場        | 得点        |
| -------- | ----------- | ----------- |
| 2001     | 12          | 3           |
| 2002     | 9           | 1           |
| 2003     | 0           | 0           |
| 2004     | 0           | 0           |
| 2005     | 0           | 0           |
| 2006     | 0           | 0           |
| 2007     | 4           | 2           |
| 2008     | 17          | 4           |
| 2009     | 12          | 4           |
| 2010     | 12          | 3           |
| 2011     | 7           | 1           |
| 2012     | 0           | 0           |
| 2013     | 5           | 0           |
| 通算     | 78          | 18          |

### 得点
| #   | 開催年月日     | 開催地                | 対戦国         | 勝敗  | 試合概要                               |
| --- | -------------- | --------------------- | -------------- | ----- | -------------------------------------- |
| 1.  | 2001年01月27日 | オークランド,アメリカ | アメリカ合衆国 | ● 2-1 | 親善試合                               |
| 2.  | 2001年05月06日 | プノンペン,カンボジア | カンボジア     | ○ 4-0 | 2002 FIFAワールドカップ・予選          |
| 3.  | 2001年10月13日 | 瀋陽市,中国           | カタール       | ○ 3-0 | 2002 FIFAワールドカップ・予選          |
| 4.  | 2002年12月12日 | マナーマ,バーレーン   | バーレーン     | △ 2-2 | 親善試合                               |
| 5.  | 2007年10月21日 | 仏山市,中国           | ミャンマー     | ○ 7-0 | 2010 FIFAワールドカップ・アジア予選    |
| 6.  | 2007年10月21日 | 仏山市,中国           | ミャンマー     | ○ 7-0 | 2010 FIFAワールドカップ・アジア予選    |
| 7.  | 2008年01月27日 | 中山市,中国           | シリア         | ○ 2-1 | 親善試合                               |
| 8.  | 2008年03月15日 | 昆明市,中国           | タイ           | △ 3-3 | 親善試合                               |
| 9.  | 2008年04月23日 | ロサンゼルス,アメリカ | エルサルバドル | △ 2-2 | 親善試合                               |
| 10. | 2008年12月17日 | マスカット,オマーン   | オマーン       | ○ 1-3 | 親善試合                               |
| 11. | 2009年01月14日 | アレッポ,シリア       | シリア         | ○ 2-3 | AFCアジアカップ2011 (予選)             |
| 12. | 2009年07月18日 | 天津市,中国           | パレスチナ     | ○ 3-1 | 親善試合                               |
| 13. | 2009年09月30日 | フフホト市,中国       | ボツワナ       | ○ 4-1 | 親善試合                               |
| 14. | 2009年11月14日 | ベイルート,レバノン   | レバノン       | ○ 0-2 | AFCアジアカップ2011 (予選)             |
| 15. | 2010年02月14日 | 東京,日本             | 香港           | ○ 2-0 | 東アジアサッカー選手権2010             |
| 16. | 2010年02月14日 | 東京,日本             | 香港           | ○ 2-0 | 東アジアサッカー選手権2010             |
| 17. | 2010年06月26日 | 昆明市,中国           | タジキスタン   | ○ 4-0 | 親善試合                               |
| 18. | 2011年07月28日 | ヴィエンチャン,ラオス | ラオス         | ○ 6-1 | 2014 FIFAワールドカップ・アジア2次予選 |

## タイトル

### 代表
- 2010年 東アジアサッカー選手権 優勝

### 個人タイトル
- 2000年 甲A級最優秀若手選手